# Штанко Олексій Володимирович
Олексій Володимирович Штанко (19 серпня 1950, село Пії Київської області — 2 грудня 2000, Київ) — український художник-графік і педагог, заслужений діяч мистецтв України (1996). Учень Василя Перевальського.

## Загальні відомості

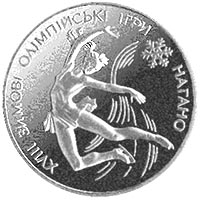
Олексій Штанко. Срібна монета «Фігурне катання» (1998)

Народився в селі Пії біля Ржищева на Київщині. Походив з роду кагарлицького сотника Опанаса Штанька.
З 14 років навчався в Київському художньо-промисловому технікумі.
1979 — закінчив Київський художній інститут. Навчався у Василя Перевальського, Андрія Чебикіна, Василя Чебаника.
Згодом викладав у цьому інституті на кафедрі графіки.
Як художник працював в області книжкової графіки, кіноплаката, малювання марок.
Творчість Олексія Штанка була присвячена українській історії. У квітні 2018 року в Музеї книги і друкарства України (Київ) пройшла виставка «Ось де, люди, наша слава, Слава України!», присвячена творчості художника. Там були представлені ілюстрації до двох книг «Конституція Пилипа Орлика» та «Як жив український народ» Грушевського, за які він був відзначений медаллю Української Академії мистецтв, а також плакати і графіка малих форм.
Художник створив цілу серію портретів гетьманів, діячів української культури.
Поштові марки він також малював на історичні теми. Його марка «Князь Данило Галицький» названа найкращою в Україні за 2001 рік.
Розробив дизайн срібних монет «Біатлон» і «Фігурне катання», присвячених XVIII зимовим Олімпійським іграм у Наґано (Японія).
Брати Сергій та Олександр Харуки ініціювали щорічну нагороду імені художника Олексія Штанка для митців-художників, які зробили значний внесок у розвиток мистецтва книги. «Нагорода імені художника О. Штанка» вручається в рамках однієї з трьох номінацій Пам'ятної відзнаки «Достойному», а саме в номінації «За виняткове оформлення та ілюстрування».
Художник-ілюстратор Владислав Єрко присвятив пам'яті Олексія Штанка свої ілюстрації до книги «Казки Туманного Альбіона: британські рицарські казки».

## Родина
Дружина Штанко Катерина Володимирівна — художниця і письменниця.
Син Штанко Володимир Олексійович — художник, ілюстратор дитячих книжок.

## Визнання
- 1996 — Заслужений діяч мистецтв України
- 1979 — Член Національної Спілки художників України

## Марки

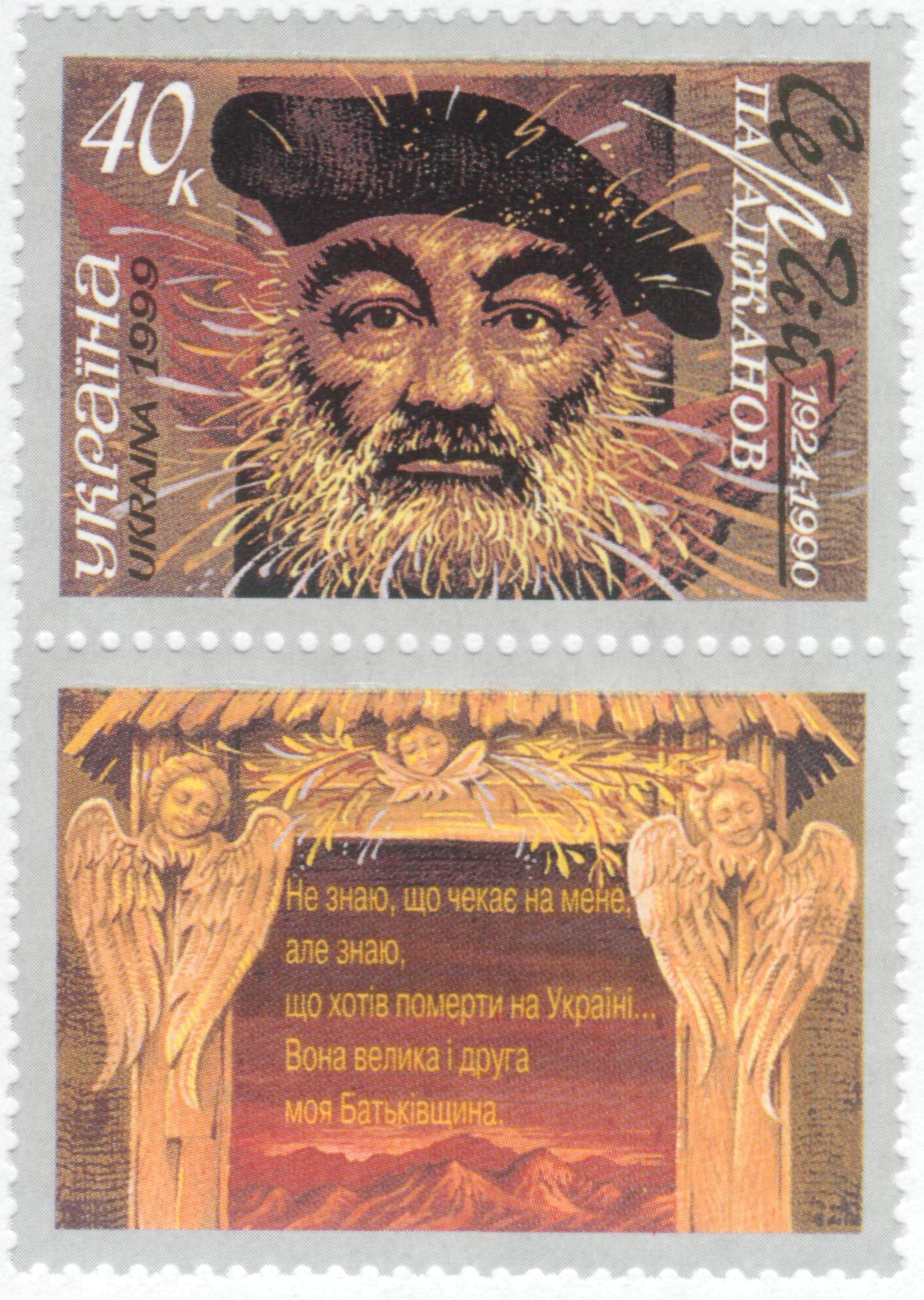
Сергій Параджанов
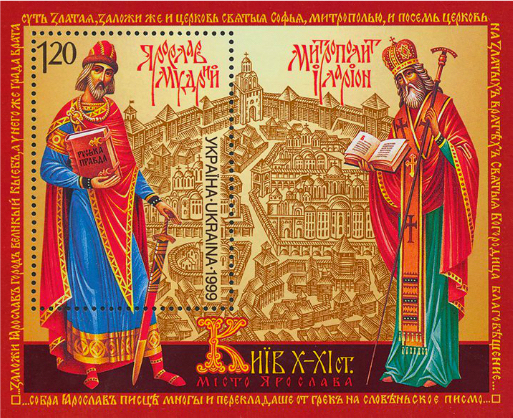
Блок «Ярослав Мудрий»
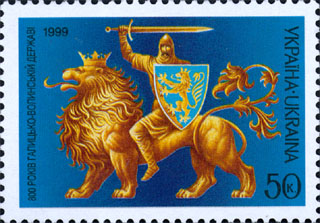
800 років Галицько-Волинській державі
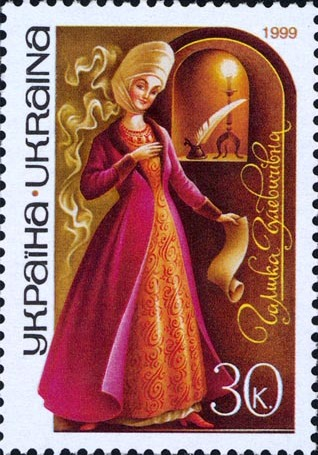
Галшка Гулевичівна
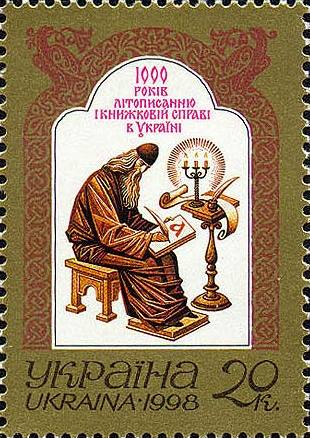
1000 років літописанню і книжковій справі в Україні